# Jean-Pierre Trémouille
Pas d'image ? Cliquez ici

a Compétitions nationales et continentales officielles uniquement.

b Matchs officiels uniquement.
Jean-Pierre Trémouille, né le 21 août 1953 à Fauillet, est un joueur français de rugby à XIII. Il évolue au poste de deuxième ligne.
Au cours de sa carrière, il joue sous les couleurs de Tonneins, Albi et Miramont, et compte six sélections en équipe de France entre 1975-1981 avec un titre de Coupe d'Europe des nations remportée en 1981. Avec Albi, il remporte la Coupe de France en 1974.

## Palmarès
- Collectif :
  - Vainqueur de la Coupe d'Europe des nations : 1981 (France).
  - Vainqueur de la Coupe de France : 1974 (Albi).

### Détails en sélection
| 1. | 11 octobre 1975 | Angleterre       | 2-48  | Coupe du monde | Deuxième ligne | - | - | - | - |
| 2. | 17 octobre 1975 | Nouvelle-Zélande | 12-12 | Coupe du monde | Deuxième ligne | - | - | - | - |
| 3. | 26 octobre 1975 | Australie        | 2-41  | Coupe du monde | Deuxième ligne | - | - | - | - |
| 4. | 6 novembre 1975 | Pays de Galles   | 2-23  | Coupe du monde | Deuxième ligne | - | - | - | - |
| 5. | 7 décembre 1980 | Nouvelle-Zélande | 3-11  | Test-match     | Deuxième ligne | - | - | - | - |
| 6. | 31 janvier 1981 | Pays de Galles   | 23-5  | Coupe d'Europe | Deuxième ligne | 3 | 1 | - | - |